# Трія (Румунія)
Трія (рум. Tria) — село у повіті Біхор в Румунії. Входить до складу комуни Дерна.
Село розташоване на відстані 429 км на північний захід від Бухареста, 31 км на північний схід від Ораді, 113 км на північний захід від Клуж-Напоки.

## Населення
За даними перепису населення 2002 року у селі проживали 358 осіб.
Національний склад населення села:
| Національність | Кількість осіб | Відсоток |
| -------------- | -------------- | -------- |
| румуни         | 346            | 96,6%    |
| угорці         | 7              | 2,0%     |

Рідною мовою назвали:
| Мова      | Кількість осіб | Відсоток |
| --------- | -------------- | -------- |
| румунська | 346            | 96,6%    |
| угорська  | 7              | 2,0%     |